# 이향아
이향아(李鄕莪, 1938.07.24~)는 대한민국의 현대 시인, 수필가이자 호남대학교 명예교수이다. 본명은 이영희(李英姬)이고, 호는 난당(蘭堂)이다. 충청남도 서천 출생으로, 1963년 경희대학교 국문학과를 졸업하고 동대학원에서 석`박사 학위를 받았다. 

## 생애
충청남도 서천 출생으로 1963년 경희대학교 국문과를 졸업하고, 동년도에 전주기전여자고등학교 교사로 재직했었다. 1966년에 현대문학에 찻잔, 가을은, 설경으로 등단을 하면서 시인으로서의 활동을 시작하였다. 기전여고 재직 당시부터 최명희를 가르쳤으며, 추후 작가로 키우고 돌봐주었다. 서울 서대문중학교(1972), 성동여자실업고등학교(1976), 영등포여자고등학교(1981) 교사로 교단에 섰다. 1983년에는 본교인 경희대학교로 돌아가 강사로 활동한 뒤에 1987년 동대학원에서 문학박사 학위를 받았다.
1982년 호남대학교 교수로 취임하여 정년퇴임하기까지 25년간 근무하였으며 현재는 명예교수이다. 2018년 현재 "안개 속에서" 등 22권의시집,"불씨"등 16권의 수필집.그리고 "시의 이론과 실제"등 8권의 이론서와 평론집이 있다.시문학상.한국문학상.윤동주문학상.신석정문학상.창조문예문학상.아시아기독교문학상 문덕수문학상 등을 수상하였다

## 창작 경향
이향아의 시는 인생에 대한 휴머니스트로서의 사랑과 기독교적 신앙체험에 대한 고백을 담고 있다. 시인의 내면이 현실적 요소들과 내재적으로 결합되어 드러남으로써 풍부한 깊이를 보여주고 있다. 특히 일상어를 시어로 변용함에 있어서 조사(措辭)의 탁월함이 특징적이다.

## 주요 작품
- <<안부(安否)>>
- <<풍경(風景)>>
- <<영원(永遠)은>>
- <<기폭(旗幅) 아래서>>
- <<지금 출발해도 늦지 않으리>>
- <<살아있는 날들의 이별>>
- <<갈꽃과 달빛과>>

## 문학상
- 1985 경희문화상
- 1987 제12회 시문학상
- 1995 제39회 전라남도문화상(문학부문)
- 1997 광주문학상
- 1998 제14회 윤동주문학상
- 2003 제40회 한국문학상
- 2010 제2회 미당시맥상
- 2014 제10회 창조문예문학상
- 2016 제4회 진을주문학상
- 2016 제27회 중산문학상
- 2017 아시아 기독교문학상
- 2018 제5회 신석정문학상
- 2020 제6회 문덕수문학상

## 기타 약력
- 호남대학교 국어국문학과 교수.
- 국제 펜클럽 한국본부 고문.
- 한국문인협회 자문위원.
- 한국여성문학인회 자문위원.
- 한국비평가 협회 이사.
- 현대시인협회 이사.
- 한국시인협회 중앙위원회 원탁시 동인.
- 한국시인협회 중앙위원회 원탁시 동인.
- 문학의집.서울 이사.

## 참조
1. ↑  “이향아”. 한국현대문학대사전. 다음 글자 무시됨: ‘ur’ (도움말);